# День Єрусалима

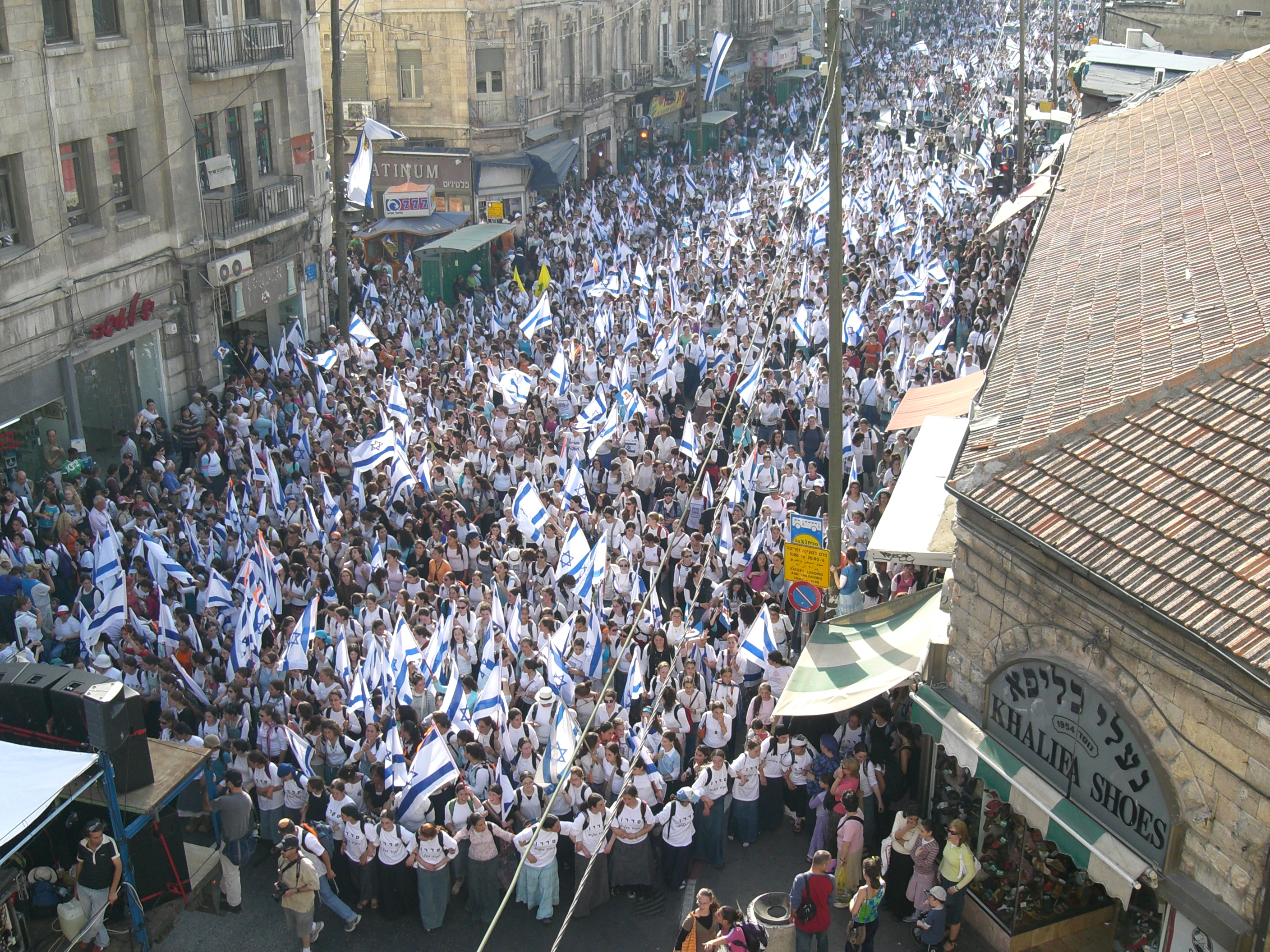
Святкування Дня Єрусалима на вулиці Яффо, 2007 рік

День Єрусалима (івр. יום ירושלים, Йом Єрушалаїм) — державне свято в Ізраїлі, проголошене на честь об'єднання міста. Взяття ізраїльською армією під контроль Старого міста та Східного Єрусалима відбулось в ході Шестиденної війни (1967), і здійснилося його воз'єднання з рештою міста. Відзначається щороку 28 іяру.
Після перемоги Ізраїлю в Шестиденній війні Кнесет прийняв три законопроєкти у вівторок 27 липня 1967 року, згідно з якими було затверджено поправки до законів про муніципалітети (№ 6), 1967 року та про процедуру влади та правосуддя (№ 11), 1967 року. Ці закони підводили юридичну базу під об'єднання Єрусалима і поширювали ізраїльську юрисдикцію на всю територію міста. Цього ж дня було затверджено законопроєкт про охорону священних місць. Після об'єднання площа Єрусалима збільшилась у три рази, а жителі східної частини міста отримали право постійного проживання та голосувати на муніципальних виборах.
30 липня 1980 року, під час святкування 13 річниці об'єднання міста, Кнесет прийняв Основний закон про Єрусалим, за яким Єрусалим проголошувався „єдиною і неподільною столицею Ізраїлю“. Серед іншого, закон також гарантував недоторканність святих місць та забезпечення свободи доступу до них з боку різних релігійних конфесій. Цей закон був засуджений Радою Безпеки ООН.
23 березня 1998 року Кнесет проголосив День Єрусалима національним святом.
Окрім офіційної назви, деякі називають його Днем визволення Єрусалима, Днем незалежності Єрусалима або Днем об'єднання Єрусалима, з точки зору, що встановлення ізраїльського суверенітету в Старому місті та Східному Єрусалимі є звільненням від ярма іноземної окупації. Ця точка зору отримала відображення в Основному законі: Єрусалим, столиця Ізраїлю.

## Святкування
- Церемонія на Арсенальній горі, де проходили бої між солдатами 66-го батальйону 55-ої повітрянодесантної бригади ізраїльської армії та військами Арабського легіону Йорданії, внаслідок якого ізраїльські десантники, ціною величезних втрат, витіснили арабів з укріплених позиції.
- Церемонія на горі Герцля, присвячена пам'яті воїнів, що загинули в Шестиденній війні.
- «Марш Єрусалима» центральними вулицями столиці з державними прапорами Ізраїлю, після чого біля Стіни плачу проходить святковий мітинг[2].
- В синагогах читають святкові молитви, серед яких «Галель» і радісні псалми.